# گیتگا
گیتگا (به سواحیلی: Gitega) شهری در استان گیتگا واقع در کشور بوروندی و پایتخت این کشور است که در سال ۱۹۹۰ میلادی ۲۰٫۷۰۸ نفر جمعیت داشته و جمعیت آن در سال ۲۰۰۵ میلادی به ۲۳٫۱۶۷ نفر رسیده‌است.